# 제네시스 (드라마)
《제네시스》(영어: Genesis)는 2013년 방영된 필리핀의 SF 드라마이다.